# Robert Soulières
Robert Soulières est un écrivain québécois né le 4 janvier 1950 à Montréal.

## Biographie
Il est l'auteur de plusieurs livres, dont notamment Un cadavre de classe qui a deux suites, Un cadavre de luxe et Un cadavre stupéfiant. Il a aussi écrit le livre Un été sur le Richelieu et le roman Casse-tête chinois.
En 1996, il fonde Soulières éditeur.

## Prix et distinctions
- 1981 - Prix Alvine-Bélisle pour Le visiteur du soir
- 1984 - (international) « Honour List »[3] de l' IBBY, catégorie Auteur, pour L'Homme aux oiseaux (illustré par Micheline Pelletier)
- 1985 - Prix de littérature de jeunesse du Conseil des Arts du Canada pour Casse-tête chinois
- 1998 - Prix du livre M. Christie pour Un cadavre de classe
- 1999 - Prix du livre M. Christie pour Une gardienne pour Étienne, illustré par Anne Villeneuve
- 2003 - Grand Prix littéraire de la Montérégie pour Un cadavre stupéfiant